# Pennes-le-Sec
Pennes-le-Sec ist eine französische Gemeinde im Département Drôme in der Region Auvergne-Rhône-Alpes. Sie gehört zum Arrondissement Die und zum Kanton Le Diois. Sie grenzt im Norden an Rimon-et-Savel, im Nordosten an Barnave, im Osten und im Süden an Aucelon, im Westen an Pradelle und im Nordwesten an Saint-Benoit-en-Diois (Berührungspunkt).

## Bevölkerungsentwicklung
| Jahr                       | 1962 | 1968 | 1975 | 1982 | 1990 | 1999 | 2008 | 2016 |
| -------------------------- | ---- | ---- | ---- | ---- | ---- | ---- | ---- | ---- |
| Einwohner                  | 46   | 48   | 57   | 24   | 12   | 20   | 18   | 34   |
| Quellen: Cassini und INSEE |      |      |      |      |      |      |      |      |